# Kálvin tér

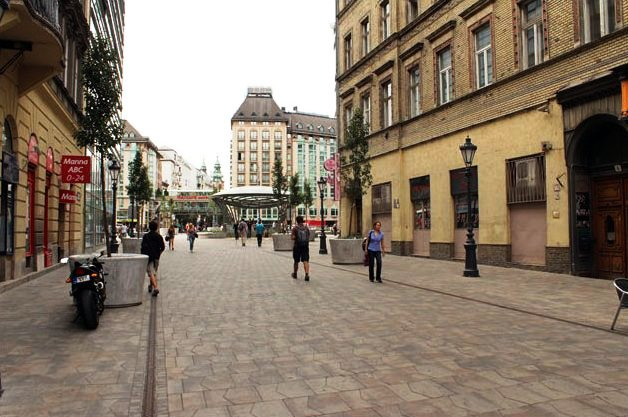
Baross utca vid Kálvin tér

Kálvin tér är ett torg i centrala Budapest, Ungern. Ungerns nationalmuseum ligger i närheten samt under torget finns tunnelbanestation Kálvin tér. Torget är uppkallat efter John Calvin.

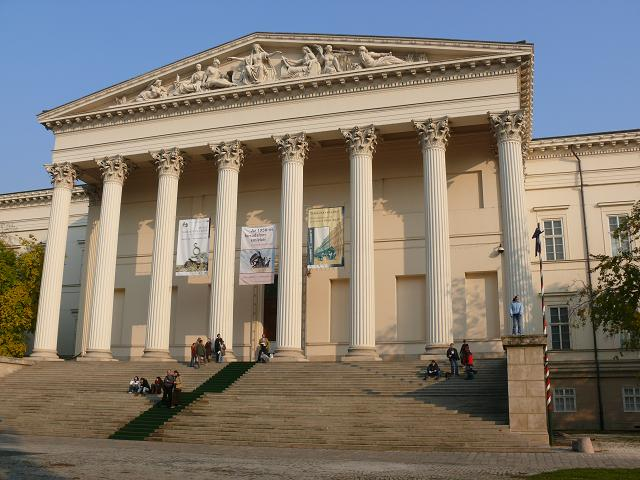
Ungerns nationalmuseum
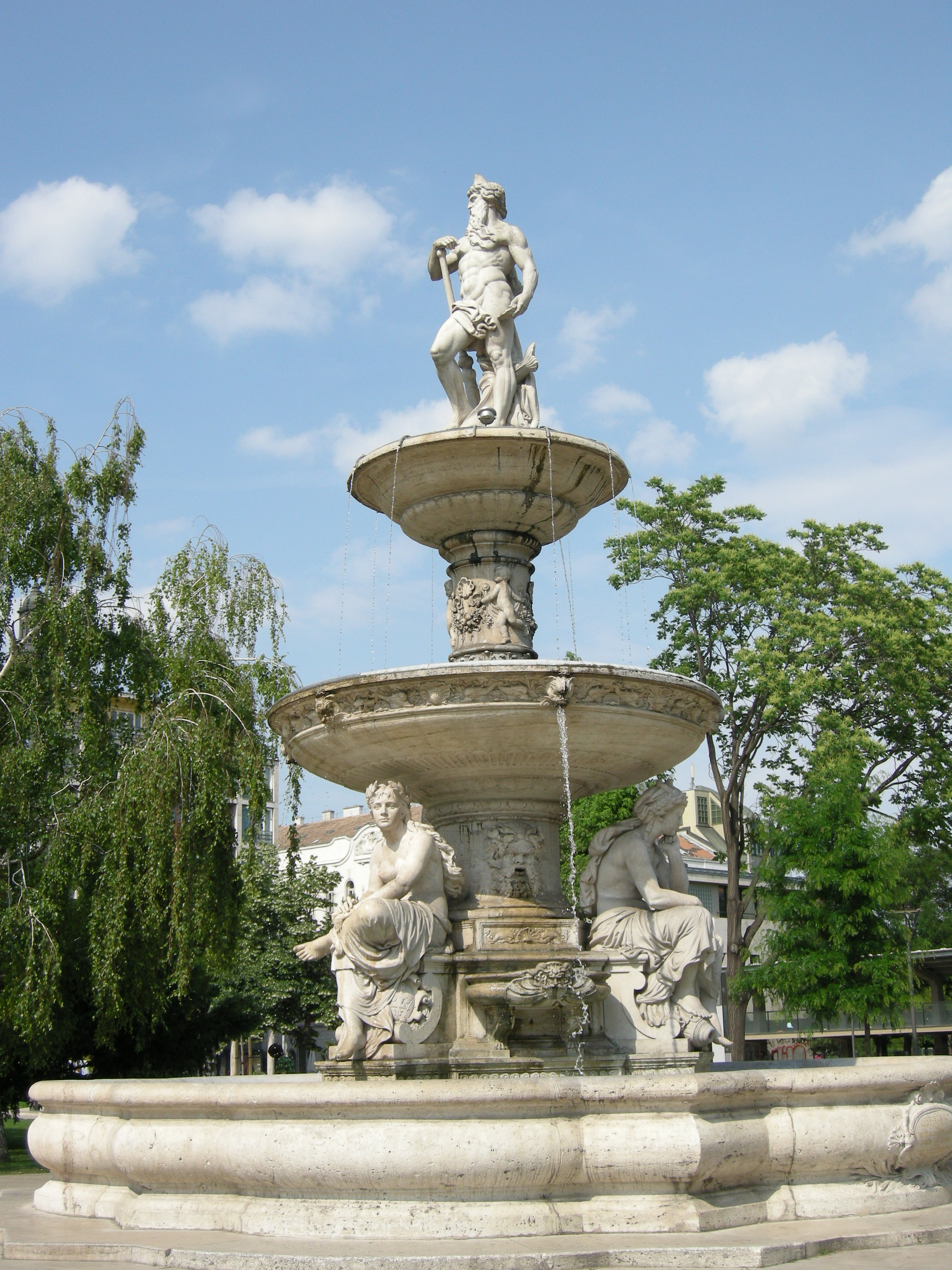
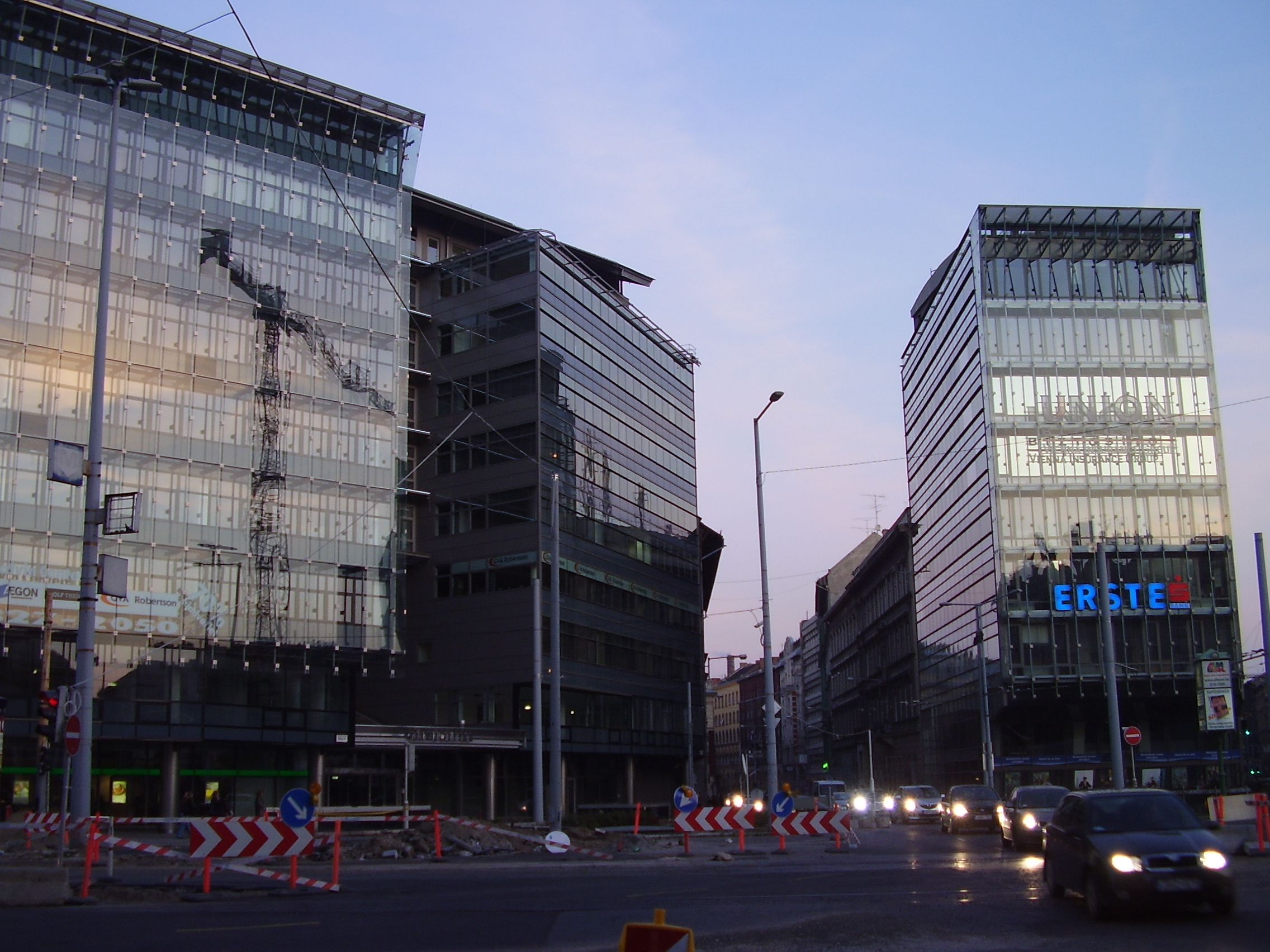
Moderna hus vid Kálvin tér
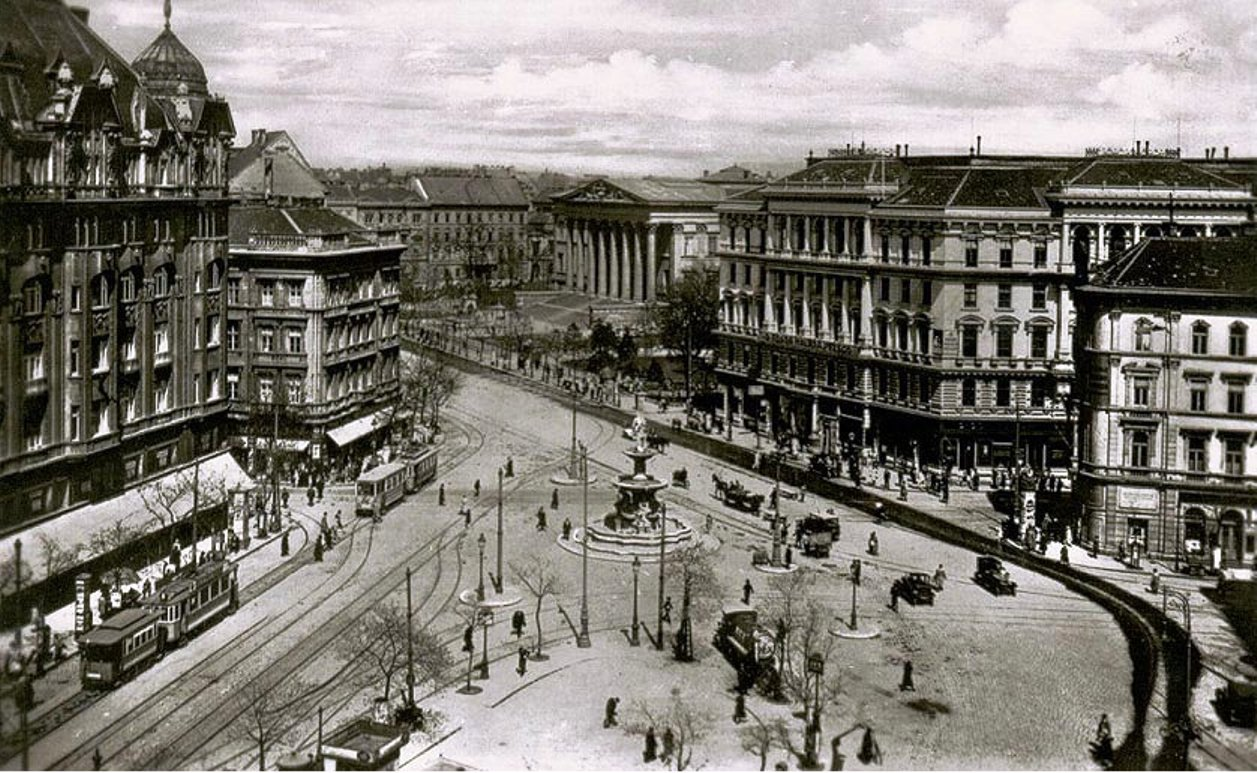
Torget 1896